# Louis Dulieu
Pour les articles homonymes, voir Dulieu.
Louis Dulieu, né le 24 avril 1917 à Montpellier et mort le 10 novembre 2003, est un médecin militaire, historien et compositeur français. 
Il est l'auteur d'une monographie en sept tomes sur l'histoire de la médecine à Montpellier, dont trois ont été couronnés par l'Académie française.

## Biographie

### Jeunesse et études
Il effectue principalement ses études à Montpellier. Après s'être orienté vers « Mathélém » sur les conseils d'un de ses professeurs, il fréquente parallèlement la faculté des sciences et la faculté des lettres, tout en suivant des cours publics d'histoire dont certains dispensés par l'historien Augustin Fliche ou par Maurice Oudot de Dainville. À la fin de sa deuxième année de médecine, il réussit le concours de l'École de santé militaire de Lyon, qu'il intègre le 15 octobre 1938. La fin de ses études se fait alternativement avec ses premières affectations, pendant la Guerre de 1939-1945. Il soutient sa thèse de médecine sur Charles-Louis Dumas le 3 novembre 1942, et celle de lettres sur l'hôpital Saint-Éloi de Montpellier en 1950.

### Carrière militaire
En janvier 1940, il est affecté à la 66e division d'infanterie de l'Armée des Alpes. En 1943, il doit partir pour l'Allemagne, au stalag VA de Ludwigsbourg, dans le cadre de la relève des médecins prisonniers. Il y côtoie des personnels de santé de différentes nationalités, ainsi que l'abbé Robert Javelet (aumônier). Sa captivité lui permet d'écrire la plupart des biographies médicales qui lui serviront pour ses livres. Il est libéré au printemps 1945.
C'est à bord du paquebot Pasteur au départ de Marseille, qu'il part pour l'Indochine le 23 novembre 1951. Il est affecté au 3 RACM (Régiment d'artillerie coloniale du Maroc) à Nga-Ba-Ta, puis muté à Hải Phòng à la fin de l'été 1952 et à Do-son[Quoi ?] fin 1953. Il est placé sous les ordres directs du médecin chef E. Roucher qui vit avec sa famille en Indochine depuis son enfance. C'est le docteur Roucher et son épouse qui lui apprennent les rudiments et la culture du pays. Le docteur Roucher, satisfait par son dynamisme, lui demande de rester en Indochine pour y travailler à ses côtés. Il rentre en France au printemps 1954, peu de temps avant la chute de Dien-Bien-Phu.
Après trois mois en famille à Montpellier, il repart pour l'Algérie (1954 à 1957), puis pour le Sahara (1961 à 1963).
En septembre 1954, il est affecté au 3e RTA à Sétif et assure parallèlement le service médical du 2e REP. Muté à Bougie deux mois plus tard, il a la responsabilité du pavillon militaire Legrain de l'hôpital mixte de la ville en tant que médecin-chef. C'est pendant son affectation à Bougie qu'il accède au grade de médecin-commandant. De retour en France fin 1957, il est affecté à la caserne Lepic à Montpellier jusqu'en 1961, où il devient médecin-chef de l'hôpital militaire et de l'hôpital civil de Ouargla.
En 1962, il rejoint l'hôpital militaire de Reggane et obtient le grade de médecin-lieutenant-colonel le 1er janvier 1963.
Il est affecté par la suite à Marseille (1963-1965), Carcassonne (1965-1967), Lamalou-les-Bains (1967-1974) et Lille (1974-1976), avant de revenir à Lamalou où il est promu général.

### Musique
Omniprésente depuis son enfance, la musique le pousse à toujours rechercher un piano là où il se trouve ; c'est ainsi qu'il se retrouve à jouer en compagnie de Jean Pirenet, premier violon de Ray Ventura pendant sa captivité en Allemagne. Il déniche également un piano près de l'hôpital de Haïphong (Indochine), puis de Sétif et de Bougie (Algérie), où il entre également dans l'orchestre municipal.
Au cours d'une affectation à Lamalou-les-Bains, il compose un ballet du nom de la principale source thermale locale : L'Usclade. Il est joué le 18 juin 1972 au théâtre de Toulon, sous le nom de La fée des sources, puis est intégré à Gillette de Narbonne pour une représentation à Rennes.
Un autre ballet voit le jour : La Ballade du Pont-Neuf dansé au théâtre de Rennes le 4 mars 1979 avec 45 musiciens et une vingtaine de danseurs.
Il compose par ailleurs de nombreuses pièces pour piano (plus de 250), et quelques morceaux pour orchestre.

## Publications
Parallèlement à la publication d'articles dans des revues spécialisées françaises et étrangères il écrit plusieurs monographies de référence, principalement sur l'histoire médicale de Montpellier.

### Ouvrages
- 1942 : Charles-Louis Dumas (1765-1813).
- 1953 : Essai historique sur l'hôpital Saint-Éloi de Montpellier (1183-1950).
- 1967 : Ambroise Paré et la chirurgie au XVIe siècle.
- 1970 : Lamalou-les-Bains et son histoire.
- 1971 : Lamalou-les-Bains et son histoire : son livre d'or.
- 1973 : La Pharmacie à Montpellier de ses origines à nos jours.

Prix d'histoire de la pharmacie de la Société d'histoire de la pharmacie et de l'Académie nationale de pharmacie,.
- 1975 : La Chirurgie à Montpellier de ses origines au début du XIXe siècle.
- 1975 : La Médecine à Montpellier, tome I : Le Moyen Âge, Les Presses universelles.

Prix Marie-Eugène-Simon-Henri-Martin de l'Académie française en 1978.
- 1979 : La Médecine à Montpellier, tome II : La Renaissance, Les Presses universelles.

Prix Georges-Goyau de l'Académie française en 1980.
- 1981 : La Faculté des sciences de Montpellier de ses origines à nos jours.
- 1983 & 1986 - La Médecine à Montpellier, tome III : L'Âge classique (2 parties), Les Presses universelles.

Prix Yvan-Loiseau de l'Académie française en 1987.
- 1985 : Les hôpitaux de Montpellier et leur histoire.
- 1988 & 1990 : La Médecine à Montpellier, tome IV : De la première à la troisième République[9] (2 parties).
- 1990 : La médecine à Montpellier du XIIe au XXe siècle (collectif, sous la dir. de Louis Dulieu).
- 1994 & 1995 : La médecine à Montpellier, tome V : de 1870 à 1920 (2 parties).
- 1996 & 1997 : La Médecine à Montpellier, tome VI : De 1920 à 1960 (2 parties).
- 1999 : La Médecine à Montpellier, tome VII : De 1960 à 1985.

## Principales distinctions
- Chevalier de la Légion d'honneur (1953)
- Officier de l'ordre national du Mérite (1972)
- Croix du combattant
- Commandeur de l'ordre des Palmes académiques (1988), Chevalier de l'ordre des Palmes académiques (1963); officier (1969)
- Médaille coloniale (Extrême-Orient)
- Médailles commémoratives : guerre 1939-1945 ; TOE (Indochine) ; Algérie; Sahara.
- Médaille d'honneur du service de santé des armées (1970)
- Commandeur du Mérite et Dévouement français (1974)
- Croix du Mérite polonais (1969)

## Postérité
Une rue de Montpellier porte aujourd'hui son nom, ainsi qu'une salle de l'ancienne faculté de médecine.